# 佐野村 (茨城県)
佐野村（さのむら）は茨城県那珂郡にかつて存在した村である。

## 地理
現在のひたちなか市、旧勝田市の北部に位置する。

## 歴史
村名は佐和村の佐と高野村の野が組み合わせて佐野村となった。

### 村域の変遷
- 1889年（明治22年）4月1日 - 町村制施行により、田彦村・稲田村・佐和村・高場村・高野村が合併し那珂郡佐野村が発足。
- 1954年（昭和29年）11月1日 - 勝田町に編入され消滅。
  - 同日勝田町は市制施行し勝田市になる。

変遷表
| 1868年 以前 | 1868年 以前 | 明治22年 4月1日 | 昭和29年 11月1日 | 平成6年 11月1日 | 現在         |
| ----------- | ----------- | --------------- | ---------------- | --------------- | ------------ |
|             | 田彦村      | 佐野村          | 勝田町 に編入    | ひたちなか市    | ひたちなか市 |
|             | 稲田村      | 佐野村          | 勝田町 に編入    | ひたちなか市    | ひたちなか市 |
|             | 佐和村      | 佐野村          | 勝田町 に編入    | ひたちなか市    | ひたちなか市 |
|             | 高場村      | 佐野村          | 勝田町 に編入    | ひたちなか市    | ひたちなか市 |
|             | 高野村      | 佐野村          | 勝田町 に編入    | ひたちなか市    | ひたちなか市 |

## 大字
- 田彦（たびこ）
- 稲田（いなだ）
- 佐和（さわ）
- 高場（たかば）
- 高野（こうや）

## 人口・世帯

### 人口
総数 [単位： 人]
| 1891年（明治24年） | 2,860 |
| 1920年（大正 9年） | 3,980 |
| 1935年（昭和10年） | 4,657 |
| 1950年（昭和25年） | 6,542 |

### 世帯
総数 [単位： 世帯]
| 1920年（大正 9年） | 843   |
| 1935年（昭和10年） | 912   |
| 1950年（昭和25年） | 1,260 |

## 交通

### 鉄道
- 日本国有鉄道（ → 東日本旅客鉄道）
  - ■常磐線
    - 佐和駅

### 道路
- 一級国道
  - 国道6号（陸前浜街道）